# عبدالرضا متین اصفهانی
عبدالرضا بن عبدالله اصفهانی متخلص به متین (؟ - ۱۷۶۱م) شاعر ایرانی در سدهٔ دوازدهم هجری/هجدهم میلادی در دورهٔ زندی بود که بیشتر در هند زیست و نزد دربار مغولان ارجمند گشت.

## زندگی و شاعری
عبدالرضا در سالی نامعلوم در اصفهان از پدری اهل نجف زاده شد. فنون شعر را از شعرای روزگارش فراگرفت، سپس در بیست سالگی به هند مهاجرت کرد و در دربار بهادرشاه یکم راه یافت. ملازم سعادت‌علی‌خان در حکومت اود گشت. پس از آن به خدمت صفدرجنگ درآمد. در شعر، پیروی حزین لاهیجی بوده و در فن معما ممتاز شمرده می‌شده‌است. دیوانش نزدیک به دوازده هزار بیت است.

متین اصفهانی در سال ۱۷۶۱م/ ۱۱۷۵ق در بنگال درگذشت، ماده‌تاریخ آن از نظمی تبریزی:
| روزی که متین اصفهانی |  | در راه بهشت گشت راهی |
| گفتند برای سال فوتش: |  | پیوست برحمت الهی     |